# 導磁率
導磁率（どうじりつ）は、磁流（磁流の単位はV）の流れやすさを表す指標。実際には磁流は存在しないため、あくまで仮想的な値である。
電流の流れやすさである導電率σ と相補的な関係にある。
透磁率と同じ意味で扱われることもあるが、実際には異なる。
導磁率を用いることで、複素透磁率を以下のように表すことができる。
{\displaystyle \mu _{r}''={\sigma _{m} \over \omega \mu _{0}}}